# Zbigniew Gostomski

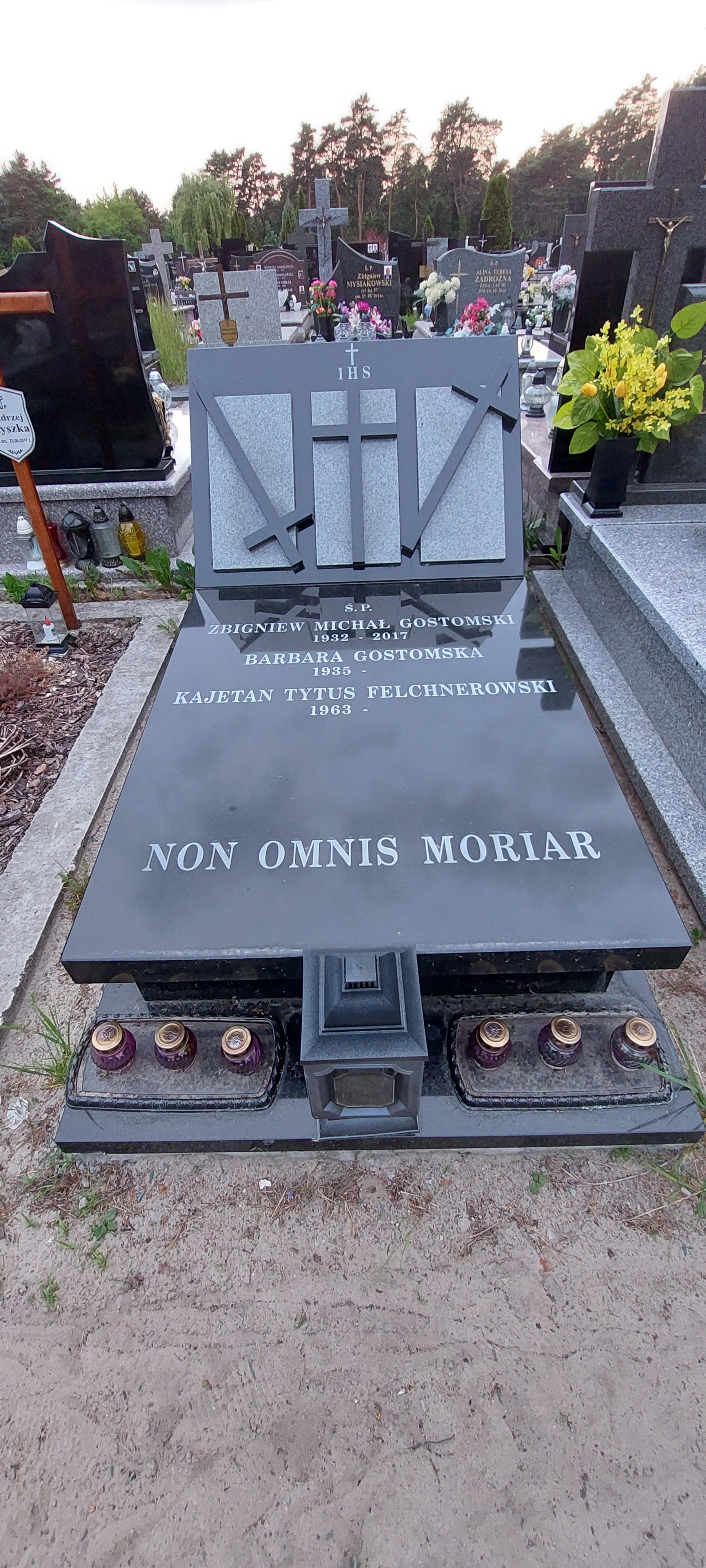
Grabstein von Zbigniew Gostomski auf dem Friedhof von Otwock

Zbigniew Gostomski (* 14. November 1932 in Bydgoszcz; † 24. Juli 2017 in Otwock) war ein polnischer Maler, Schauspieler und Fotograf.
Gostomski studierte von 1953 bis 1959 an der Akademie der Bildenden Künste Warschau bei Michał Bylina und unterrichtete dort nach seinem Abschluss an der Fakultät für Malerei. Er war auch einer der Gründer der Warschauer Galeria Foksal. Das wichtigste Ausdrucksmittel für ihn war die Malerei, insbesondere Themen des Aufbaus und der Komposition. Um die Wende der 1950er und 1960er Jahre begann er, Op-Art-Kompositionen und Reliefs zu schaffen, die er Optical Objects nannte. Er arbeitete hauptsächlich an der Möglichkeit, das Bild in ein Relief zu verwandeln, und später befasste er sich mit der Frage von Illusion und Raum in dreidimensionalen Objekten.
1970 wurde er mit dem Cyprian-Kamil-Norwid-Preis ausgezeichnet. In den 1970er Jahren wandte er sich auch der Konzeptkunst zu, und seit 1980 begannen symbolischen Objekte und ihre Bedeutungen eine große Rolle in seinen Werken zu spielen. Seine Werke wurden in Galerien und Museen in Polen und auf der ganzen Welt ausgestellt, so in der Krakauer Galeria Starmach, der Foksal Galerie, der Galeria Stara in Lublin sowie in Paris, Edinburgh und Berlin. 
Daneben trat Gostomski seit 1971 an Tadeusz Kantors Theater Cricot 2 auf. und wirkte in Andrzej Wajdas Dokumentarfilm Umarla klasa (1977) und einigen Fernsehfilmen Kantors mit.